# Calle 86 (línea de la Avenida Lexington)
La Calle 86 es una estación en la línea de la Avenida Lexington del Metro de Nueva York de la A del Interborough Rapid Transit Company. La estación se encuentra localizada en Upper East Side, Manhattan entre la Calle 86 Este y la Avenida Lexington. La estación es servida en varios horarios por diferentes trenes de los servicios ,  y .